# Жеребкин, Вячеслав Пантелеевич
Вячесла́в Пантеле́евич Жере́бкин 30 августа 1968, Город Москва. (РСФСР, СССР) — российский певец, музыкант, участник группы «На-На». 
Заслуженный артист Российской Федерации (2001).

## Биография
Жеребкин Вячеслав Пантелеевич родился 30 августа 1968 года в посёлке Мещерино Московской области. С раннего детства занимался футболом, боевыми искусствами и музыкой. После окончания ПТУ (в настоящее время ПК №31) в 1989 году, где будущий артист учился на аппаратчика-гидрометаллурга, его призвали в армию. Вячеслав служил в танковой части. После армии работал на заводе. В 1992 году прошёл кастинг и стал солистом группы «На-На», в которой работает по настоящее время.[когда?]. 
Женат.
- От первого брака есть двое детей: дочь Ксения Жеребкина (род. 07.05.1994), сын Данила Жеребкин (род. 1997)[2].
- От второго брака ещё четверо детей: дочь Лиза (2014 г.р.), сыновья Денис (2016 г.р.), Кирилл (2019 г.р.), Виталий (2020 г.р.).

## Фильмография
- 1995 — Старые песни о главном — участник бригады косарей
- 1996 — Ералаш — камео
- 1996 — Умереть от счастья и любви — волк
- 1996 — Карнавальная ночь 2 — эпизод
- 1997 — Шизофрения — камео (нет в титрах)
- 1997 — Старые песни о главном 3 — труженик крайнего Севера